# Liriomyza plantaginella
Liriomyza plantaginella este o specie de muște din genul Liriomyza, familia Agromyzidae, descrisă de Spencer în anul 1976. Conform Catalogue of Life specia Liriomyza plantaginella nu are subspecii cunoscute.